# ماريو برانداو دا سيلفيرا
ماريو برانداو دا سيلفيرا (26 يناير 1987 في البرازيل – )؛ هو لاعب كرة قدم كان يلعب كمهاجم.

## وصلات خارجية
- ماريو برانداو دا سيلفيرا على موقع رابطة كرة القدم اليابانية للمحترفين (اليابانية)